# 164

## Родени
- Криспина, римска императрица